# Mario Landi (director)
Mario Landi (12 de octubre de 1920 – 18 de marzo de 1992) fue un director y guionista cinematográfico y televisivo de nacionalidad italiana, conocido por sus películas del género giallo, tales como Giallo a Venezia, así como por realizar la serie televisiva Le inchieste del commissario Maigret.

## Biografía
Nacido en Mesina, Italia, Landi estudió en la Accademia Nazionale di Arte Drammatica Silvio D'Amico, en Roma, graduándose como director en 1944. Inició su carrera artística en el teatro, trabajando con los mejores actores de su época, siendo en particular uno de los más activos protagonistas del ciclo cultural "Diogene", en Milán, punto de referencia del teatro italiano de los años 1950.
Debutó en el cine como director en 1950, realizando el film musical Canzoni per le strade, pero pronto su interés derivó al nuevo medio de la época, la televisión. Es reconocido por ser uno de los pioneros de la televisión de su país, para la cual trabajó desde 1952, cuando la RAI inició emisiones experimentales antes de dar un servicio de TV regular. Desde 1955 a 1979 dirigió un gran número de telefilmes y series, dirigiendo ocasionalmente algunos shows de variedades, entre ellos una edición de Canzonissima, así como el célebre Un due tre, con Ugo Tognazzi y Raimondo Vianello, y Casa Cugat, con Xavier Cugat y Abbe Lane.
En los últimos años de su carrera se centró en la realización de producciones de carácter underground. De esa época se recuerda su película Patrick vive ancora, una cinta de horror y erotismo de 1980, interpretada por Carmen Russo.
Mario Landi falleció en Roma, Italia, en 1992.

## Selección de su filmografía

### Actor
- Howlers in the Dock (1960)
- Quelli che contano (1974)

### Director
- Canzoni per le strade (1950)
- Siamo tutti Milanesi (1953)
- Così è (se vi pare) (1954)
- Andrea Chénier (1955)
- Cime tempestose (1956, miniserie TV)
- All'insegna delle sorelle Kadar (1957)
- Canzonissima (1958, serie TV)
- Canne al vento (1958)
- Il povero fornaretto di Venezia (1959)
- Il romanzo di un maestro (1959, miniserie TV)
- Lo schiavo impazzito (1960)
- Ragazza mia (1960, miniserie TV)
- Racconti dell'Italia di ieri - Un episodio dell'anno della fame (1961)
- Il piacere dell'onestà (1961)
- Racconti dell'Italia di oggi - Una lapide in Via Mazzini (1962)
- Ritorna il tenente Sheridan (1963, serie TV)
- Giacobbe ed Esau (1963)
- Le inchieste del commissario Maigret (1964-1972, serie TV)
- Maigret a Pigalle (1967)[4]
- Questi nostri figli (1967, miniserie TV)
- Dossier Mata Hari (1967, miniserie TV)
- I racconti del maresciallo (1968, serie TV)
- Dal tuo al mio (1969)
- Un mese in campagna (1970)
- Nessuno deve sapere (1972, miniserie TV)
- Serata al gatto nero (1973, miniserie TV)
- Batton Story (1976)
- L'altro Simenon (1979, serie TV)
- Accadde ad Ankara (1979, miniserie TV)
- La vedova e il piedipiatti (1979, miniserie TV)
- Supersexymarket (1979)
- Giallo a Venezia (1979)[4][5][6]
- Il viziaccio (1980)
- Patrick Still Lives (1980)[4]

### Guionista
- I Due sergenti (1951)